# جام کارتینگ جوانان موناکو
جام کارتینگ جوانان موناکو (به انگلیسی: جام کارتینگ جوانان موناکو) یک دوره مسابقه کارتینگ که توسط فدراسیون بین‌المللی خودرو اداره و باشگاه خودرو موناکو سازمان یافته و هرساله در موناکو برگزار می‌شود.
در این رویداد رانندگان جوانان با کارتینگ‌های کی‌اف۳ با هم به رقابت می‌پردازند، کلاس برای رانندگان حرفه‌ای در سنین ۱۲ تا ۱۵ سال است. این مسیر بخش پایینی به دنبال دور معروف فرمول یک است.

## برندگان
| سال            | راننده               | شاسی / موتورها / لاستیک‌ها   | گزارش      |
| -------------- | -------------------- | --------------------------- | ---------- |
| ۱۹۹۵           | اریک سالیگنون        | -                           | گزارش      |
| ۱۹۹۶           | نلسون ون در پل       | -                           | گزارش      |
| ۱۹۹۷           | ماروین بایلیتزا      | -                           | گزارش      |
| ۱۹۹۸           | رابرت کوبیکا         | -                           | گزارش      |
| ۱۹۹۹           | رابرت کوبیکا         | -                           | گزارش      |
| ۲۰۰۰           | جروم آمبروسیو        | -                           | گزارش      |
| ۲۰۰۱           | سباستین فتل          | -                           | گزارش      |
| ۲۰۰۲           | الکساندر سیمز        | Maranello / Maxter / Vega   | گزارش      |
| ۲۰۰۳ ۲۰۰۴ ۲۰۰۵ | برگزار نشد           | برگزار نشد                  | برگزار نشد |
| ۲۰۰۶           | اسکات جنکینز         | Intrepid / Parilla / -      | گزارش      |
| ۲۰۰۷           | مکس گاف              | Maranello / XTR / Dunlop    | گزارش      |
| ۲۰۰۸           | آرو واینیو           | Maranello / Maxter / Dunlop | گزارش      |
| ۲۰۰۹           | کارلوس ساینز، جونیور | FA Kart / Vortex / Vega     | گزارش      |
| ۲۰۱۰           | چارلز لکلرس          | Sodi / Parilla / Dunlop     | گزارش      |